# IIHF Continental Cup 2011-2012
La 15ª edizione della Continental Cup organizzata dalla federazione internazionale di hockey su ghiaccio ha vista confermata la formula della stagione precedente, con 19 compagini iscritte, vincitrici dei campionati delle nazioni europee che nel ranking IIHF occupano le posizioni dall'ottava in poi.
Alla luce del fatto che anche per questa stagione la federazione, per il mancato accordo coi club sul piano di rilancio ideato dalla stessa IIHF, mantenne la sospensione della Champions Hockey League, la Continental Cup era nuovamente l'unica competizione europea per squadre di club maschili.
La formula è la consueta, con un gruppo preliminare da quattro squadre (provenienti dagli ultimi 4 campionati secondo il ranking), la prima delle quali si è qualificata al secondo turno. Al secondo turno ci saranno due gironi da quattro squadre, con 7 squadre qualificate per la posizione nel ranking e la vincitrice del primo turno. Le due vincenti passano al terzo turno, che funziona con lo stesso meccanismo: due gironi da 4, con 6 squadre qualificate per il ranking e le due vincenti il secondo turno.
Il girone finale (o Super Final) vede qualificate di diritto la squadra ospitante (i francesi Dragons de Rouen) e i detentori dello Junost Minsk, rappresentante della Bielorussia.
I gironi, i luoghi ospitanti e le squadre partecipanti sono state decise il 5 giugno 2011.

## Primo turno

### Gruppo A
Gli incontri del gruppo A si sono svolti ad Ankara, Turchia, dal 30 settembre al 2 ottobre 2011.
Al girone avrebbero dovuto prender parte quattro squadre provenienti dai Paesi con il peggiore ranking, ma la compagine israeliana ha rinunciato. Pertanto sono rimaste in lizza soltanto in tre.
- White Caps Turnhout,  Belgio
- Tartu Kalev-Välk,  Estonia
- Metula HC,  Israele - ritirata[3]
- Baskent Yildizlari Ankara,  Turchia

#### Partite
| Ankara 30 settembre 2011, ore 19:00 UTC+2 | Baskent Yildizlari Ankara | 1 – 16 referto | White Caps Turnhout | Bel-Pa (157 spett.) |

| Ankara 1º ottobre 2011, ore 19:00 UTC+2 | Baskent Yildizlari Ankara | 2 – 11 referto | Tartu Kalev-Välk | Bel-Pa (? spett.) |

| Ankara 2 ottobre 2011, ore 19:00 UTC+2 | Tartu Kalev-Välk | 2 – 5 referto | White Caps Turnhout | Bel-Pa (120 spett.) |

#### Classifica
| Pos. |                           | PG       | V        | VOT      | POT      | P        | Reti     | Pt.      |
| 1.   | White Caps Turnhout       | 2        | 2        | 0        | 0        | 0        | 21:3     | 6        |
| 2.   | Tartu Kalev-Välk          | 2        | 1        | 0        | 0        | 1        | 13:7     | 3        |
| 3.   | Baskent Yildizlari Ankara | 2        | 0        | 0        | 0        | 2        | 3:27     | 0        |
| 4.   | Metula HC                 | ritirata | ritirata | ritirata | ritirata | ritirata | ritirata | ritirata |

## Secondo turno

### Gruppo B
Gli incontri del gruppo B si sono tenuti a Dunaújváros (Ungheria) dal 21 al 23 ottobre 2011.
Le quattro squadre partecipanti sono state:
- Dunaújvárosi Acélbikák,  Ungheria
- HYS The Hague,  Paesi Bassi
- CH Jaca,  Spagna
- White Caps Turnhout,  Belgio (Vincitrice gruppo A)

#### Partite
| Dunaújváros 21 ottobre 2011, ore 16:00 UTC+1 | CH Jaca | 3 – 7 referto | White Caps Turnhout | Dunaújvárosi Jégcsarnok (100 spett.) |

| Dunaújváros 21 ottobre 2011, ore 20:00 UTC+1 | Dunaújvárosi Acélbikák | 1 – 3 referto | HYS The Hague | Dunaújvárosi Jégcsarnok (1.200 spett.) |

| Dunaújváros 22 ottobre 2011, ore 16:00 UTC+1 | HYS The Hague | 3 – 5 referto | White Caps Turnhout | Dunaújvárosi Jégcsarnok (150 spett.) |

| Dunaújváros 22 ottobre 2011, ore 20:00 UTC+1 | Dunaújvárosi Acélbikák | 7 – 1 referto | CH Jaca | Dunaújvárosi Jégcsarnok (1.001 spett.) |

| Dunaújváros 23 ottobre 2011, ore 16:00 UTC+1 | HYS The Hague | 11 – 1 referto | CH Jaca | Dunaújvárosi Jégcsarnok (150 spett.) |

| Dunaújváros 23 ottobre 2011, ore 20:00 UTC+1 | Dunaújvárosi Acélbikák | 9 – 4 referto | White Caps Turnhout | Dunaújvárosi Jégcsarnok (1.250 spett.) |

#### Classifica
| Pos |                        | PG | V | VOT | POT | P | Reti  | Punti |
| 1.  | Dunaújvárosi Acélbikák | 3  | 2 | 0   | 0   | 1 | 17:8  | 6     |
| 2.  | HYS The Hague          | 3  | 2 | 0   | 0   | 1 | 17:7  | 6     |
| 3.  | White Caps Turnhout    | 3  | 2 | 0   | 0   | 1 | 16:15 | 6     |
| 4.  | CH Jaca                | 3  | 0 | 0   | 0   | 3 | 3:23  | 0     |

### Gruppo C
Gli incontri del gruppo C si sono tenuti a Miercurea Ciuc, Romania, dal 21 al 23 ottobre 2011.
Le quattro squadre partecipanti:
- HDD Olimpija Ljubljana,  Slovenia
- Beibarys Atyrau,  Kazakistan
- HSC Csikszereda,  Romania
- HK Liepajas Metalurgs,  Lettonia

#### Partite
| Miercurea Ciuc 21 ottobre 2011, ore 16:00 UTC+1 | HK Beibarys Atyrau | 2 – 3 d.r. referto | HK Liepājas Metalurgs | Vákár Lajos (346 spett.) |

| Miercurea Ciuc 21 ottobre 2011, ore 19:30 UTC+1 | HSC Csíkszereda | 8 – 3 referto | HDD Olimpija Ljubljana | Vákár Lajos (1.150 spett.) |

| Miercurea Ciuc 22 ottobre 2011, ore 16:00 UTC+1 | HDD Olimpija Ljubljana | 1 – 11 referto | HK Liepājas Metalurgs | Vákár Lajos (150 spett.) |

| Miercurea Ciuc 22 ottobre 2011, ore 19:30 UTC+1 | HSC Csíkszereda | 1 – 5 referto | HK Beibarys Atyrau | Vákár Lajos (1.100 spett.) |

| Miercurea Ciuc 23 ottobre 2011, ore 16:00 UTC+1 | HDD Olimpija Ljubljana | 3 – 13 referto | HK Beibarys Atyrau | Vákár Lajos (110 spett.) |

| Miercurea Ciuc 23 ottobre 2011, ore 19:30 UTC+1 | HSC Csíkszereda | 0 – 6 referto | HK Liepājas Metalurgs | Vákár Lajos (1.200 spett.) |

#### Classifica
| Pos. |                        | PG | V | VOT | POT | P | Reti | Punti |
| 1.   | HK Liepājas Metalurgs  | 3  | 2 | 1   | 0   | 0 | 20:3 | 8     |
| 2.   | HK Beibarys Atyrau     | 3  | 2 | 0   | 1   | 0 | 20:7 | 7     |
| 3.   | HSC Csíkszereda        | 3  | 1 | 0   | 0   | 2 | 9:14 | 3     |
| 4.   | HDD Olimpija Ljubljana | 3  | 0 | 0   | 0   | 3 | 7:32 | 0     |

## Terzo turno

### Gruppo D
Gli incontri del gruppo D si terranno ad Herning, Danimarca, dal 26 al 27 novembre 2011.
Le quattro squadre partecipanti:
- HC Asiago,  Italia
- Sheffield Steelers,  Regno Unito
- Herning Blue Fox,  Danimarca
- Dunaújvárosi Acélbikák,  Ungheria (vincitrice gruppo B)

#### Partite
| Herning 25 novembre 2011, ore 15:00 UTC+1 | Sheffield Steelers | 3 – 4 d.r. referto | Asiago Hockey AS | KVIK Hockey Arena (? spett.) |

| Herning 25 novembre 2011, ore 19:00 UTC+1 | Dunaújvárosi Acélbikák | 3 – 1 referto | Herning Blue Fox | KVIK Hockey Arena (? spett.) |

| Herning 26 novembre 2011, ore 15:00 UTC+1 | Dunaújvárosi Acélbikák | 2 – 3 referto | Asiago Hockey AS | KVIK Hockey Arena (? spett.) |

| Herning 26 novembre 2011, ore 19:00 UTC+1 | Herning Blue Fox | 3 – 0 referto | Sheffield Steelers | KVIK Hockey Arena (? spett.) |

| Herning 27 novembre 2011, ore 15:00 UTC+1 | Dunaújvárosi Acélbikák | 6 – 3 referto | Sheffield Steelers | KVIK Hockey Arena (? spett.) |

| Herning 27 novembre 2011, ore 19:00 UTC+1 | Herning Blue Fox | 3 – 2 d.t.s. referto | Asiago Hockey AS | KVIK Hockey Arena (? spett.) |

#### Classifica
| Pos. |                        | PG | V | VOT | POT | P | Reti | Pt. |
| 1.   | HC Asiago              | 3  | 1 | 1   | 1   | 0 | 9:8  | 6   |
| 2.   | Dunaújvárosi Acélbikák | 3  | 2 | 0   | 0   | 1 | 11:7 | 6   |
| 3.   | Herning Blue Fox       | 3  | 1 | 1   | 0   | 1 | 7:5  | 5   |
| 4.   | Sheffield Steelers     | 3  | 0 | 0   | 1   | 2 | 6:13 | 1   |

### Gruppo E
Gli incontri del gruppo E si sono tenuti a Donec'k, in Ucraina, dal 25 al 27 novembre 2011.
Le quattro squadre partecipanti:
- Rubin Tjumen',  Russia
- Klub Sportowy Cracovia,  Polonia
- Donbas Donec'k,  Ucraina
- HK Liepajas Metalurgs,  Lettonia (vincitrice gruppo C)

#### Partite
| Donec'k 25 novembre 2011, ore 14:30 UTC+2 | Cracovia Krakov | 1 – 6 referto | Rubin Tjumen' | Palazzetto dell’amicizia (650 spett.) |

| Donec'k 25 novembre 2011, ore 18:30 UTC+2 | Liepajas Metalurgs | 2 – 6 referto | Donbas Donec'k | Palazzetto dell’amicizia (3.654 spett.) |

| Donec'k 26 novembre 2011, ore 14:30 UTC+2 | Liepajas Metalurgs | 3 – 4 referto | Rubin Tjumen' | Palazzetto dell’amicizia (680 spett.) |

| Donec'k 26 novembre 2011, ore 18:30 UTC+2 | Donbas Donec'k | 3 – 1 referto | Cracovia Krakov | Palazzetto dell’amicizia (3.927 spett.) |

| Donec'k 27 novembre 2011, ore 14:30 UTC+2 | Liepajas Metalurgs | 1 – 3 referto | Cracovia Krakov | Palazzetto dell’amicizia (712 spett.) |

| Donec'k 27 novembre 2011, ore 18:30 UTC+2 | Donbas Donec'k | 3 – 1 referto | Rubin Tjumen' | Palazzetto dell’amicizia (4.007 spett.) |

#### Classifica
| Pos. |                       | PG | V | VOT | POT | P | Reti | Punti |
| 1.   | Donbas Donec'k        | 3  | 3 | 0   | 0   | 0 | 12:4 | 9     |
| 2.   | Rubin Tjumen'         | 3  | 2 | 0   | 0   | 1 | 11:7 | 6     |
| 3.   | Cracovia Krakov       | 3  | 1 | 0   | 0   | 2 | 5:10 | 3     |
| 4.   | HK Liepājas Metalurgs | 3  | 0 | 0   | 0   | 3 | 6:13 | 0     |

## Super Final
Gli incontri della Super Final si sono tenuti a Rouen, Francia, dal 13 al 15 gennaio 2012.
Le quattro squadre partecipanti:
- Junost Minsk,  Bielorussia (detentore del titolo)
- Dragons de Rouen,  Francia (squadra ospitante)
- HC Asiago,  Italia (vincitrice gruppo D)
- Donbas Donec'k,  Ucraina (vincitrice gruppo E)

### Partite
| Arbitri: | Jan Hribik Jozef Kubus |

|                                                                        |           |                                        |
| A. Zhurun (Y. Belukin) 23:41 Y. Belukin (A. Zhurun, V. Malevich) 32:51 | Marcatori | 45:33 M. Slysh (A. Berzins, I. Usenko) |

| Arbitri: | Jari Leppaalho Mikael Sjoqvist |

| |           |  |
| J.P. Pare (J. Desrosiers) 03:20 F.P. Guenette (D. Werenka, C. Mallette) 24:13 C. Mallette (A. Manavian, J.P. Pare) 32:24 F.P. Guenette (M.A. Thinel, J. Desrosiers) 38:04 A. Manavian (T. Elomo) 43:46 C. Mallette (J. Santala, J. Desrosiers) 57:21 | Marcatori |  |

| Arbitri: | Jozef Kubus Didier Massy |

|                                                                |           | |
| D. Borrelli (S. Bentivoglio) 26:00 L. Ulmer (F. Benetti) 32:06 | Marcatori | 03:53 S. Varlamov (D. Kochetov) 19:15 Y. Dubrovin (V. Dydykin, D. Kochetov) 26:39 O. Shafarenko (V. Donika) 35:44 O. Shafarenko (V. Donika, O. Materukhin) 53:51 S. Varlamov (D. Kochetov, Y. Dubrovin) 58:42 S. Piskunov (Y. Seleznyov) |

| Arbitri: | Jan Hribik Mikael Sjoqvist |

| |           |                                                                              |
| S. Zadelenov (S. Yakimovic) 33:19 A. Bashko (O. Tymchenko, A. Berzins) 35:07 A. Bashko (O. Tymchenko, I. Usenko) 39:58 I. Voroshilov 49:25 | Marcatori | 20:56 M.A. Thinel (D. Werenka) 42:59 C. Mallette (D. Werenka, J. Desrosiers) |

| Arbitri: | Jan Hribik Mikael Sjoqvist |

|                                             |           | |
| R. Intranuovo (D. Borrelli, L. Ulmer) 58:01 | Marcatori | 05:18 A. Berzins (A. Bashko, M. Slysh) 06:24 V. Turkin (A. Syrei, O. Tymchenko) 35:30 S. Zadelenov (I. Khafizov) 41:28 M. Slysh (A. Berzins) |

| Arbitri: | Jari Leppaalho Didier Massy |

| |           |                                                                           |
| F.P. Guenette (J. Desrosiers, M.A. Thinel) 23:29 M.A. Thinel (J.P. Pare, I. Salmivirta) 31:55 M.A. Thinel (C. Mallette, J. Desrosiers) 38:37 C. Mallette 57:16 J. Desrosiers (C. Mallette, M.A. Thinel) 57:40 | Marcatori | 35:48 V. Dydykin (D. Kochektov) 49:52 D. Kochetkov (Y. Dubrovin, A. Hult) |

### Classifica
| Pos. |                  | PG | V | VOT | POT | P | Reti | Punti |
| 1.   | Dragons de Rouen | 3  | 2 | 0   | 0   | 1 | 13:6 | 6     |
| 2.   | Junost Minsk     | 3  | 2 | 0   | 0   | 1 | 12:5 | 6     |
| 3.   | Donbas Donec'k   | 3  | 2 | 0   | 0   | 1 | 10:8 | 6     |
| 4.   | HC Asiago        | 3  | 0 | 0   | 0   | 3 | 3:16 | 0     |

Il trofeo viene vinto dai padroni di casa di Rouen grazie a una miglior differenza reti, che conquistano così il titolo grazie alle due reti realizzate a pochissimi minuti dalla fine durante l'ultima partita del torneo.

### Premi individuali
Sono stati premiati il miglior portiere, il miglior difensore ed il miglior attaccante del torneo:
- Miglior portiere: Mika Oska (Junost Minsk)
- Miglior difensore: Vladimir Malevich (Donbas Donec'k)
- Miglior attaccante: Marc-André Thinel (Dragons de Rouen)